# جواكين روشا
جواكين روشا (بالإسبانية: Joaquín Rocha)‏ (مواليد 16 أغسطس 1944) هو ملاكم مكسيكي، مثّل بلاده في الألعاب الأولمبية الصيفية 1968 وحقق الميدالية البرونزية في فئة الوزن الثقيل.

## روابط خارجية
جواكين روشا على موقع أوليمبيديا (الإنجليزية)